# Fanbyn (Sundsvall)
Fanbyn is een plaats in de gemeente Sundsvall in het landschap Medelpad en de provincie Västernorrlands län in Zweden. De plaats heeft 569 inwoners (2005) en een oppervlakte van 138 hectare. De plaats ligt aan de rivier de Ljungan, ongeveer 40 kilometer ten westen van de stad Sundsvall. Net ten westen van de plaats ligt een klein vliegveld.